# Basic Stamp

Schéma d’un BASIC Stamp 2.

Le Basic Stamp est un microcontrôleur intégrant un interpréteur Basic spécialisé (PBASIC) directement dans une ROM. Il est fabriqué par la société Parallax, Inc. et est populaire parmi les amateurs d’électronique depuis le début des années 1990.

## Caractéristiques techniques
Bien que le BASIC Stamp 2 ait la forme d’un DIP à 24 broches, il s’agit en réalité d’un petit circuit imprimé contenant les éléments essentiels d’un système à microprocesseur :
- un microcontrôleur avec CPU, ROM embarquée avec l’interpréteur BASIC, et divers périphériques ;
- 2 Ko de mémoire EEPROM via I²C ;
- un résonateur céramique pour l’horloge ;
- un régulateur de tension ;
- des entrées/sorties externes.

Ainsi, un amateur peut simplement connecter une pile de 9 V à un BASIC Stamp pour obtenir un système complet. Une connexion série avec un ordinateur personnel permet de transférer les programmes vers la mémoire non volatile intégrée. Le programme reste stocké même sans alimentation, et s’exécute automatiquement au redémarrage à partir de l’emplacement 0 (parmi 8, numérotés de 0 à 7).

## Programmation
Le BASIC Stamp est programmé dans une variante du langage BASIC appelée PBASIC. Celui-ci intègre des fonctions spécifiques aux microcontrôleurs, comme la PWM, la communication série, les protocoles I²C et 1-Wire, la gestion d’écrans LCD, les impulsions pour servos, les signaux sinusoïdaux simulés, et la mesure d’un circuit RC pour obtenir des valeurs analogiques.
Une fois le programme écrit dans le « Stamp Editor », un EDI sous Windows, il peut être analysé, tokenisé puis transféré vers le module via un câble RS-232 ou USB Mini-B, où il s’exécutera.

## Versions

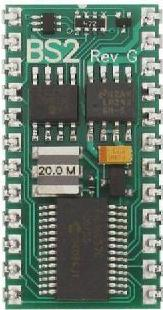
Le BASIC Stamp 2.

Il existe quatre variantes principales de l’interpréteur :
1. (1992) BASIC Stamp 1 (BS1)
2. (1995) BASIC Stamp 2 (BS2), avec six sous-variantes :
  1. BS2e
  2. BS2sx
  3. BS2p24
  4. BS2p40
  5. BS2pe
  6. BS2px
3. (2002) Javelin Stamp
4. (2006) Spin Stamp

Les variantes du BS2 offrent plus de mémoire, une vitesse d’exécution accrue, des instructions PBASIC supplémentaires, plus de broches d’E/S, etc. Alors que les BS1 et BS2 utilisent des microcontrôleurs PIC, les autres variantes BS2 utilisent un processeur Parallax SX.
La troisième variante, le Javelin Stamp, utilise un sous-ensemble du langage Java de Sun Microsystems au lieu du PBASIC. Il ne dispose pas de fonctions réseau.
La quatrième variante, le Spin Stamp, est basée sur le Parallax Propeller et utilise donc le langage SPIN.
Plusieurs fabricants proposent aujourd’hui des « clones » du BASIC Stamp, avec des fonctionnalités supplémentaires telles que des convertisseurs analogique-numérique, une PWM matérielle en arrière-plan, ou une exécution plus rapide.
Le Parallax Propeller commence à disposer de bibliothèques logicielles qui le rendent comparable au BASIC Stamp, mais il n’existe pas encore de correspondance complète des fonctions PBASIC en SPIN.